# Packhaus Schnoor 2
Das frühere Packhaus Schnoor 2 ist in Bremen ein bekanntes Baudenkmal im kleinen Altstadtquartier Schnoor. Es ist mit dem Haus Schnoor 15 von 1402 das älteste noch erhaltene, profane Gebäude in Bremen und im Schnoor. Bis 2018 befand sich im Packhaus das Künstlerhaus Ausspann. Seit 2020 gehört es zum Restaurant Aioli. Dafür wurde ein Durchbruch zum Haus Schnoor 3 freigelegt, der in den Jahren zuvor verschlossen war.
Das Gebäude steht seit 1973 unter Bremischen Denkmalschutz.

## Geschichte
1401 wurde das frühere Packhaus und heutige Wohn- und Geschäftshaus als zweigeschossiges gotisches Gebäude errichtet. Das kleine Giebel-Eckhaus mit einem Satteldach an der Ecke der Straßen Schnoor 2 und Hinter der Balge wurde in einer Zeit gebaut, als der erste steinerne Bremer Roland von 1404 und das gotische Bremer Rathaus von 1405 bis 1410 in der Reichsstadt Bremen entstanden. Der niederdeutsche Straßenname Schnoor (Snoor) bedeutet Schnur, denn dort, so heißt es, stehen die Häuser wie an einer Schnur aufgereiht. Der Name verweist jedoch auf das Schiffshandwerk und die Herstellung von Seilen und Tauen (= Schnur).
1500 und 1837 erfolgten Umbauten und danach eine Reihe von Sanierungen. Der Umbau von (nach) 1837 zum Jakobiwitwenhaus erfolgte im Stil des Klassizismus. Die Nutzung als Packhaus wurde schon im 19. Jahrhundert aufgegeben. Die Bezeichnung Packhaus ist in Bremen für Bauwerke gebräuchlich, die in anderen Hansestädten wie Lübeck, Hamburg und Stralsund Speicherhäuser genannt werden.
1959 erwarb Wolfgang Fritz das Haus. Er war der Sohn von Emil Fritz, des Betreibers des über Jahrzehnte überregional bekannten Variétés, des Astoria. Wolfgang Fritz, der das Astoria von 1954 bis 1959 zusammen mit seiner Stiefmutter Elisabeth Fritz nach dem Tod seines Vaters weitergeführt hatte, richtete im Schnoor 2 ein Bier- und Weinrestaurant ein, wobei Übergänge zu den beiden benachbarten Häusern geschaffen wurden. Dies erzwang ein kompliziertes Treppen- und Stiegengeflecht. In unmittelbarer Nachbarschaft am kleinen Vorplatz steht das Wohnhaus Schnoor 1, das mit diesem Haus eng verbunden ist. Dabei war Schnoor 1 bis vor wenigen Jahren ein Hochzeitshaus, verbunden mit Nr. 2. Diese Häuser erhielten deshalb Zulauf von heiratswilligen Paaren, weil die Trauung im Dom voraussetzte, dass das Paar über eine Unterkunft in Bremen verfügte. Schnoor 1 wurde 1968 nach Plänen des Denkmalpflegers Karl Dillschneider errichtet, nachdem der baufällige Vorgängerbau mit gleichem Grundriss abgerissen worden war. Das Portal, hinter dem sich heute die Küche befindet, stammt aus dem 17. Jahrhundert, zwei Wappen aus der Zeit um 1600 mit Inschrift befinden sich an einer Außenseite. Ein Feldstein auf der Vorfläche, angelehnt an Schnoor 2, stammt aus der Bremer Stadtmauer von nach 1229 und trägt eine entsprechende Plakette.
2016–2018 wurde das Haus mit der Schrifttafel Ausspann durch ein Künstlerhaus geführt, das die Innenausstattung einschließlich der einzigen erhaltenen Schmiede im Schnoor beibehielt. Dieses Künstlerhaus AUSSPANN, dessen Ausgangspunkt das Künstlerhaus Art15 im Haus Schnoor 15 war, bietet Sprach- und Kunstangebote für Flüchtlinge, Workshops, Kunstausstellungen und -kurse sowie Gastronomie. Die ursprünglich drei dazugehörenden Häuser umfassen eine Gesamtfläche von 350 m². Seit 2018 besteht ein gemeinnütziger Verein, die Finanzierung der Projekte erfolgt durch die Gastronomie, aber auch durch den Verkauf von Kunstwerken (etwa von Werken aus dem Nachlass von Doris Lenkeit, † April 2018) und schließlich durch Crowdfunding. 2018 erhielt das Künstlerhaus den Bremer Bürgerpreis. Ende 2019 drohte der Institution jedoch das finanzielle Aus. Seit 2020 wird das Haus vom Restaurantbetrieb Aioli bewirtschaftet.